# Pusa caspica
La foca del Caspio (Pusa caspica), uno dei membri più piccoli della famiglia delle «vere foche», è un animale endemico delle acque salmastre del Mar Caspio. Non si incontra solamente lungo la linea costiera, ma anche su molte isolette rocciose e sui blocchi di ghiaccio alla deriva. In inverno, e nei periodi più freddi della primavera e dell'autunno, questi mammiferi marini si spostano verso le regioni settentrionali di questo mare. Quando, durante la stagione calda, i ghiacci si sciolgono, si possono incontrare presso le foci del Volga e dell'Ural, così come a latitudini più meridionali, dove, a causa della maggiore profondità, le acque sono più fredde.
Non è ancora chiaro come queste foche siano rimaste isolate nel Mar Caspio, e a tal proposito sono state fatte svariate ipotesi. Una tra quelle maggiormente accettate sostiene che questi animali abbiano raggiunto da nord il Caspio durante il Pleistocene, con l'avanzare dei ghiacci continentali e dei laghi proglaciali. Comunque, potrebbero averlo fatto anche nel Pliocene Superiore, periodo notevolmente freddo, circa 2 milioni di anni fa. Malgrado questo, è universalmente accettato che le foche del Caspio, insieme a quelle del Bajkal (un'altra specie rimasta isolata in un bacino eurasiatico), discendano dalla foca dagli anelli.

## Descrizione
Le foche del Caspio si caratterizzano soprattutto per le macchie sul dorso, solitamente più chiare nelle femmine. Gli adulti misurano approssimativamente 1,5 metri di lunghezza e pesano intorno agli 86 chilogrammi. Mostrano anche un notevole dimorfismo sessuale, dato che i maschi sono generalmente più grandi e più tozzi delle femmine. Rispetto al resto del corpo, la testa è piuttosto piccola. La formula dentaria di questi pinnipedi è I 3/2, R 1/1, PC 6/5.
Le foche del Caspio vivono soprattutto in acque basse: solitamente non si immergono per più di 50 metri o per più di un minuto, anche se a volte sono state avvistate foche a maggiori profondità o che hanno effettuato immersioni più durature. Sono animali gregari e trascorrono la maggior parte del tempo in grandi colonie.
Dopo un periodo di gestazione di 11 mesi, in gennaio o in febbraio nasce un solo piccolo. Come avviene nelle altre foche dagli anelli, alla nascita i piccoli sono ricoperti da un pelame bianco e pesano circa 5 chilogrammi. Comunque, tra l'età di tre settimane e un mese, i piccoli effettuano la muta. La maturità sessuale viene raggiunta a 5 anni dalle femmine e a 6 o 7 anni dai maschi.

## Prede e predatori
La dieta delle foche del Caspio varia stagionalmente, e comprende una grande varietà di pesci, come alose (Alosa spp), ciprinidi, ghiozzi, e crostacei. Possono anche penetrare negli estuari dei fiumi per catturare carpe, leucischi e luccioperche.
È risaputo che le aquile di mare catturino queste foche, costituendo un grave rischio soprattutto per i piccoli. Tali animali vengono inoltre cacciati dall'uomo per la carne e per altri scopi commerciali. A causa dell'aumento delle strutture industriali nella regione, sostanze inquinanti e pesticidi hanno raggiunto le acque del Caspio, provocando tutta una serie di squilibri ambientali, indebolendo il sistema immunitario di questi animali e contribuendo a far insorgere malattie.
Nel febbraio del 1978, nel corso di tre settimane, la predazione da parte di lupi fu la causa di numerose uccisioni di foche nei pressi di Astrachan'. Si stima che uccisero il 17-40% delle foche della regione.
A partire dalla fine degli anni novanta, sono stati inoltre riscontrati molti casi di foche morte a causa del virus del cimurro canino.
Un secolo fa, si stima che vi fossero nelle acque del Caspio 1,5 milioni di foche, ridottesi, negli anni ottanta, a solo 400.000 esemplari .